# Batarà cuabarrat
El batarà cuabarrat (Thamnophilus melanothorax) és una espècie d'ocell de la família dels tamnofílids (Thamnophilidae).

## Hàbitat i distribució
Viu entre la malesa del bosc, localment a les terres baixes del sud-oest de Surinam, Guaiana Francesa i Brasil amazònic.

## Taxonomia
Ha estat ubicat al gènere Sakesphorus fins que estudis mes recents el van classificar dins Thamnophilus.